# Amaxia pyga
Amaxia pyga là một loài bướm đêm thuộc phân họ Arctiinae, họ Erebidae.